# Địch

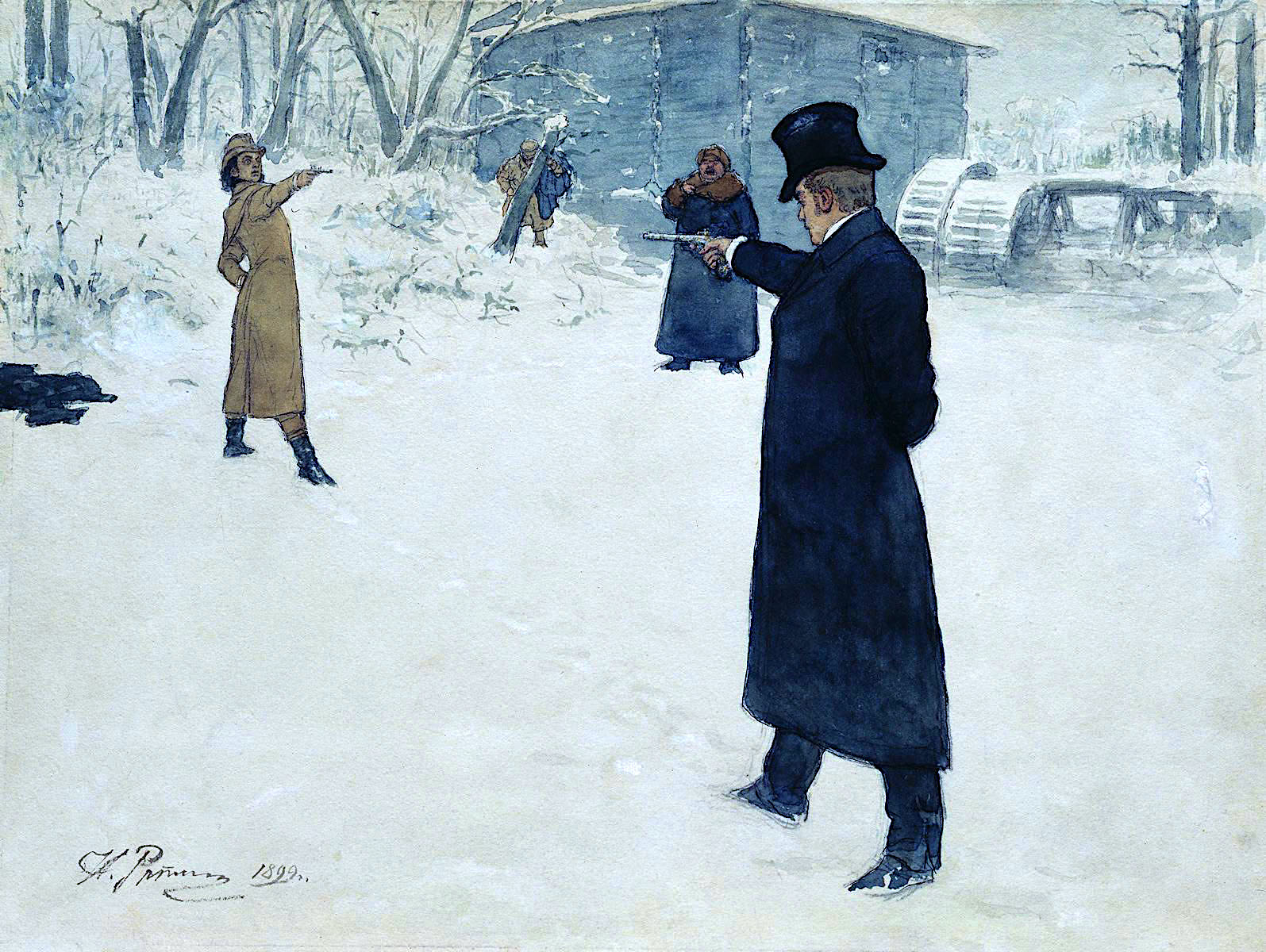
Đấu súng tay đôi giữa hai người là kẻ địch của nhau, mà trong ví dụ này là các nhân vật Eugene Onegin và Vladimir Lensky trong cuốn tiểu thuyết Eugene Onegin.

Địch, cũng có thể được gọi là quân địch, kẻ địch, kẻ thù, đối phương, đối tượng tác chiến hoặc giặc, là một người hoặc nhóm người được xem là một thế lực đối nghịch hoặc một mối đe dọa. Đây là một khái niệm cơ bản đối với cả từng cá nhân lẫn các cộng đồng. Việc sử dụng thuật ngữ "địch" có chức năng xác định một đối tượng nào đó là một mối đe dọa, từ đó khơi gợi phản ứng cảm xúc mạnh mẽ chống lại đối tượng đó.